# Geburtstag des Kaisers

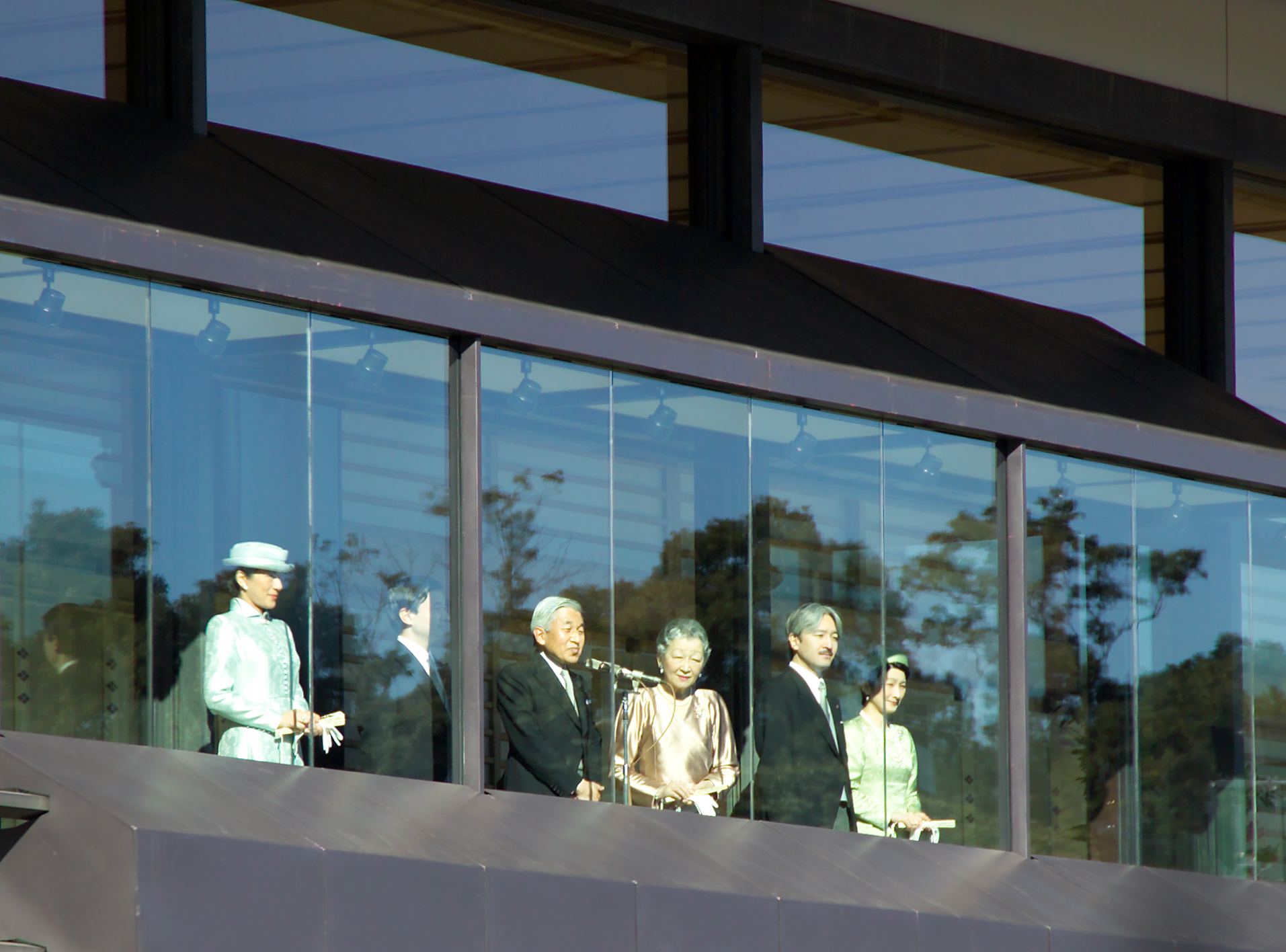
Der enge Kreis der kaiserlichen Familie am 72. Geburtstag des Tennō am 23. Dezember 2005: Kronprinzessin Masako, Kronprinz Naruhito, Kaiser Akihito, Kaiserin Michiko, Prinz Fumihito und Prinzessin Kiko (v. l. n. r.)

Der Geburtstag des Kaisers (jap. 天皇誕生日, Tennō Tanjōbi) ist ein Feiertag in Japan.

## Geschichte und Beschreibung

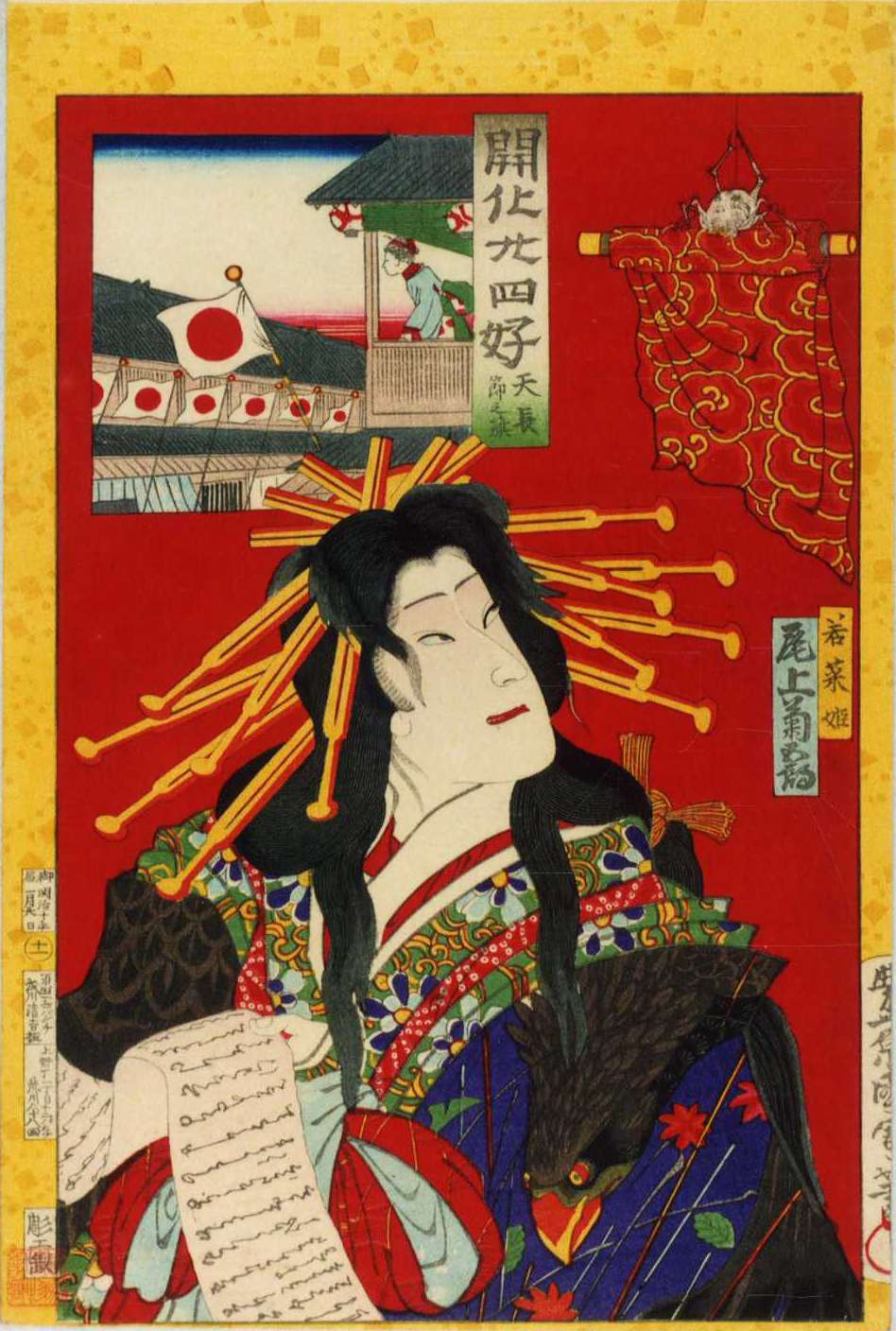
Flagge für den Kaiser (Tenchōsetsu) 1877

Das Datum wird vom Geburtsdatum des regierenden japanischen Kaisers bestimmt. Vor dem Zweiten Weltkrieg war der Feiertag unter dem Namen Tenchōsetsu (天長節) bekannt und dessen Gegenstück der Chikyūsetsu (地久節) für die Kaiserin, deren beider Bezeichnung dem chinesischen Idiom 天長地久 – „Der Himmel ist ewig und die Erde dauernd“ aus Laozis Daodejing entnommen wurde und die Hoffnung auf ein langes Leben des Kaiserpaars ausdrückt.
Während der Herrschaft von Kaiser Hirohito (Shōwa-Zeit von 1926 bis 1989) wurde der Feiertag am 29. April gefeiert. Nach dessen Tod wurde dieser dann zum Tag des Grüns, um der Umwelt zu gedenken, der dann jedoch auf den 4. Mai verlegt und der 29. April zum Shōwa-Tag wurde.
Während der Amtszeit von Kaiser Akihito wurde der Tag von 1989 bis 2018 am 23. Dezember gefeiert. Seit seiner Abdankung am 30. April 2019 und der Thronbesteigung seines Sohnes Naruhito am 1. Mai 2019 fällt der Feiertag auf den 23. Februar und wurde erstmals wieder im Jahr 2020 begangen.
Jedes Jahr findet dazu eine öffentliche Zeremonie im Kaiserpalast Tokio statt, der seine Tore nur hierfür und bei der jährlichen Ansprache des Kaisers am 2. Januar für die Allgemeinheit öffnet. Da der japanische Kaiser eine historisch bedingte sehr hohe Anerkennung genießt, ist dieser Feiertag in Japan sehr populär und auch der einzige dieser Art weltweit, da Japan seit der Islamischen Revolution 1979 und dem daraus resultierenden Ende der iranischen Monarchie das einzige Kaiserreich ist.